# Стенбок, Эбба

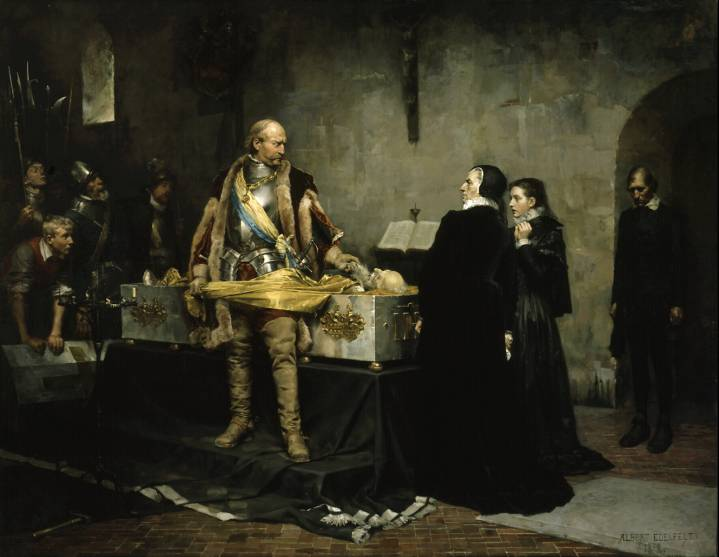
Герцог Карл и Эбба Стенбок у гроба Класа Флеминга.
Картина Альберта Эдельфельта

Эбба Густавсдоттер Стенбок (швед. Ebba Gustavsdotter Stenbock; ? — 1614, Финляндия) — шведская дворянка, прославившаяся защитой Абоского замка во время войны против Сигизмунда III (1597—1599).

## Биография
Представительница известного шведского графского рода Стенбок. Эбба была дочерью Густава Олофссона Стенбока и Бриты Эриксдоттер Лейонхувуд. Её сестрой была Катарина Стенбок, третья и последняя супруга короля Швеции Густава I. Эбба была племянницей королевы Маргариты Лейонхувуд и, таким образом, двоюродной сестрой королевских детей от этого брака, включая будущего короля Юхана III и Карла IX Шведского.
В 1573 году вышла замуж за военного и государственного деятеля Швеции барона Класа Эрикссона Флеминга, назначенного лагманом южной Финляндии, и переехала с ним туда. В 1594 году её супруг стал генерал-губернатором Финляндии.
Эбба Стенбок была известна своим бесстрашным поведением по отношению к герцогу Карлу Сёдерманландскому, будущему королю Швеции Карлу IX. Во время гражданской войны 1595 года, когда Сигизмунд III Васа бросил вызов своему дяде, будущему Карлу IX Швеции, её супруг был одним из самых горячих сторонников Сигизмунда III и активно противодействовал планам герцога Карла Сёдерманландского занять шведскую провинцию Финляндию. Когда герцог настроил финнов против Сигизмунда, после чего разгорелось восстание, известное в шведской истории как «дубинная война» (1596—1597), то гнев восставших обратился главным образом против губернатора Флеминга. Флеминг жестоко подавил выступление, утопив множество крестьян в озёрах; руководитель восстания, Яакко Иллка, был четвертован.
Финляндия оставалась под контролем Сигизмунда вплоть до скоропостижной смерти Флеминга, которая случилась 12 или 13 апреля 1597 года во время его поездки в Похью.
Эбба взяла на себя моральное руководство, решив продолжать линию своего супруга и защитить Абоский замок от армии герцога Карла Сёдерманландского, воспользовавшись помощью двух знатных офицеров, которые взяли на себя командование крепостным гарнизоном.
Эбба подготовила замок к осаде в ожидании помощи от короля Сигизмунда III. В августе 1597 года герцог Карл и его армия вторглись в Финляндию, взяли Аландские острова, которые были резиденцией её сестры, вдовствующей королевы Катарины, и осадили замок Або. Женщинам крепости, включая Эббу, было предложено покинуть твердыню, гарантировав безопасность, но ответа герцог не получил. Во время осады и обстрелов защитники сохраняли мужество. В конце концов, поскольку никакой помощи из Польши защитники не дождались, Эбба вынуждена была сдаться.
По легенде, Флеминг до сдачи замка не был похоронен, и Карл Сёдерманландский открыл гроб, чтобы убедиться, что генерал-губернатор действительно мёртв. Увидев знакомое лицо, он потянул Флеминга за бороду со словами: «Если бы ты был жив, твоя голова была бы в опасности», на что Эбба Стенбок ответила: «Если бы мой покойный муж был жив, Ваша милость никогда бы не были здесь».
Эбба и её дочери были взяты в плен и доставлены в Стокгольм, где их разлучили и поместили под домашний арест. Эбба была помещена в дом, принадлежащий Веламу де Вейку, капитану флота герцога Карла. В 1598 году де Вейк был арестован за попытку начать мятеж, подстрекаемый Эббой, которая пообещала ему отдать в жёны одну из дочерей.
Её сын был казнен в 1599 году (это событие в шведской историографии известно как «Линчёпингская кровавая баня»). Против Эббы не было выдвинуто никаких официальных обвинений, и она и её дочери были освобождены после кровопролития. Как и многие другие жёны и дочери изгнанных сторонников Сигизмунда, чьи владения были конфискованы Карлом IX, они нашли убежище у её сестры, вдовствующей королевы Катарины Стенбок, в Стрёмсхольме.